# Synema scheffleri
Synema scheffleri är en spindelart som beskrevs av Dahl 1907. Synema scheffleri ingår i släktet Synema och familjen krabbspindlar. Inga underarter finns listade i Catalogue of Life.